# Trasímaco
Trasímaco (em grego:  Θρασύμαχος; ca. 459 a.C. — 400 a.C.) é um personagem do diálogo platônico A República, sendo o principal interlocutor de Sócrates no primeiro livro desta obra. Ele é responsável pela apresentação da definição de que a justiça não é nada mais do que a "conveniência do mais forte", "fazer o que é do interesse do mais forte". Assevera que a lei criada pelo arbítrio do governante tem a qualidade de lei justa, ao contrário do que defendia Sócrates, que afirmava que a ruína da cidade se define pela sujeição da lei ao governante e sua salvação pelo império da lei sobre os governantes "que fazem a si mesmos escravos da lei".. 

## Sua história
Trasímaco nasceu na Calcedônia, na Bitínia, por volta de 459 a.C. Exercia, em Atenas, a profissão de advogado e reivindicava o título de sofista. Conheceu a Guerra do Peloponeso, foi espectador da luta dos partidos e parece ter tomado parte, indiretamente, na vida política, redigindo discursos para outrem, uma vez que, não sendo ele cidadão de Atenas, não podia falar na Assembléia do Povo.
Suas obras parecem ter consistido em "Discursos Deliberativos", um "Grande Tratado de Retórica", cujas diferentes partes seriam Exórdios, Enternecimentos, Discursos Vitoriosos, Recursos Oratórios e Discursos de Circunstância. De tudo, apenas restaram fragmentos que nos levantam dois problemas: o da Constituição, que é histórico; e o da justiça, que é filosófico.